# Procopi de Cesarea
|  | Aquest article tracta sobre l'historiador grec. Si cerqueu el màrtir executat a Cesarea, vegeu «Procopi el Gran». |

Procopi (grec antic: Προκόπιος; llatí: Procopius) va viure al segle vi i va ser un dels més eminents historiadors romans d'Orient.
Originari de Cesarea de Palestina va estudiar els autors grecs clàssics i va assistir a una escola de dret, probablement a Beirut. Quan encara era jove va anar a Constantinoble i va destacar com advocat i mestre en eloqüència, fins al punt que va atreure l'atenció de Belisari, que el va nomenar el seu secretari (ὑπογραφεύς). En aquesta condició Procopi va acompanyar al gran general a les seves guerres a Àsia, Àfrica i Itàlia, en les quals va realitzar sovint algunes tasques diplomàtiques i fins i tot operacions militars.
Durant la guerra gòtica va dirigir el departament del comissariat i al capdavant de la flota va tenir part decisiva en la victòria de la campanya. Va ser testimoni de fets com el Setge de Roma (537-538) i la captura de la capital dels gots, Ravenna, on es va rendir el rei got Vitigès. Va tornar amb Belisari a la capital una mica abans de l'any 542, però no va participar en la segona campanya del general en terres itàliques, aquest cop contra el nou rei got Tòtila.
L'emperador li va donar el títol d'il·lustris, el va fer senador i l'any 562 el va nomenar prefecte de Constantinoble. Va morir poc abans o poc després de la mort de Justinià I el 565 quan tenia una mica més de 60 anys.

## Obra
En la seva obra històrica dona una descripció molt acurada de la plaga que va afectar Constantinoble el 543, amb uns detalls mèdics que ha fet pensar que era metge o tenia grans coneixements de medicina, però el més probable és que les seves fonts fossin alguns metges amics. Com a historiador és elogiat per tots els que el van seguir; escrivia basant-se en models clàssics, amb un estil elegant i descriptiu, ple de vigor, demostrant contínuament que escrivia sobre temes dels quals tenia una molt bona informació; va ser el principal historiador del regnat de Justinià I.
Les seves obres principals van ser:
- 1. Ιστορίαι, Història de les guerres, obra dividida en 8 llibres sobre les guerres lliurades per l'Imperi Romà d'Orient durant el regnat de Justinià. Dos sobre les guerres perses, del 408 al 553, dos sobre les guerres amb els vàndals del 395 al 545 i quatre sobre les guerres gòtiques (de fet el quart llibre és un suplement amb matèries també d'altres esdeveniments) fins al 553, que després va continuar Agàcies fins al 559. Foci va fer una anàlisi dels dos primers llibres.[1]
- 2. Κτίσματα, Libri VI. de Aedificiis conditis vel restoratis auspicio Justiniani.[2] Un panegíric destinat a elogiar les obres públiques erigides per Justinià. Estructurat en sis llibres, va ser escrit segurament durant la segona meitat de la dècada de 550 i es va publicar el 561. Es presenta a Justinià com el prototip de governant cristià que alça esglésies per la glòria de Déu, fortifica la ciutat per guardar els seus súbdits o mostra una especial preocupació pel subministrament d'aigua.
- 3. Ανέκδοτα, Història Arcana o Història Secreta. Una col·lecció d'anècdotes, sovint llicencioses i altres vegades absurdes, que constitueixen una crònica escandalosa de la cort del 549 al 562. És la seva obra més cèlebre. Es menciona a la Suïda sota el títol grec d'Anècdota, però no es va descobrir fins diversos segles més tard, a la Biblioteca Vaticana, i no es va editar fins al 1623. La Història Secreta fa referència als mateixos anys que els set primers llibres que Història de les Guerres, però segons l'autor, narra allò que no estava autoritzat a escriure en les seves obres oficials per por a les represàlies de l'emperador. La història secreta revela un autor profundament decebut amb l'emperador Justinià I i la seva esposa, l'emperadriu Teodora, així com amb Belisari, el seu antic cap i protector, i Antonina (esposa de Belisari). Les anècdotes exposen els secrets de les seves accions públiques, i també la vida privada de l'emperador, la seva dona i el seu entorn. Justinià es mostra amb un caràcter cruel, corrupte i incompetent mentre que de Teodora es detalla la seva vulgaritat i luxúria insaciable, combinades amb mal caràcter i mesquinesa. Algunes opinions han dubtat que Història Secreta fos escrita per Procopi, però l'anàlisi del text en corrobora l'autoria.
- 4. Orationes, probablement són extractes de la Historia, on destaca els discursos i les arengues.[1]